# Ділма-Дег
Ділма-Дег (перс. ديلماده) — село в Ірані, у дегестані Блукат, у бахші Рахматабад-о-Блукат, шагрестані Рудбар остану Ґілян. За даними перепису 2006 року, його населення становило 102 особи, що проживали у складі 23 сімей.

## Клімат
Середня річна температура становить 14,41 °C, середня максимальна – 28,43 °C, а середня мінімальна – 0,02 °C. Середня річна кількість опадів – 951 мм.
| Клімат поселення                              | Клімат поселення | Клімат поселення | Клімат поселення | Клімат поселення | Клімат поселення | Клімат поселення | Клімат поселення | Клімат поселення | Клімат поселення | Клімат поселення | Клімат поселення | Клімат поселення | Клімат поселення |
| Показник                                      | Січ.             | Лют.             | Бер.             | Квіт.            | Трав.            | Черв.            | Лип.             | Серп.            | Вер.             | Жовт.            | Лист.            | Груд.            |                  |
| Середній максимум, °C                         | 11,21            | 11,34            | 12,85            | 17,82            | 21,38            | 26,79            | 28,43            | 28,35            | 23,80            | 21,00            | 17,21            | 12,32            |                  |
| Середня температура, °C                       | 5,61             | 5,76             | 7,25             | 12,23            | 15,76            | 21,21            | 24,12            | 24,02            | 19,47            | 16,67            | 12,88            | 8,00             |                  |
| Середній мінімум, °C                          | 0,02             | 0,15             | 1,66             | 6,64             | 10,18            | 15,60            | 19,78            | 19,69            | 15,12            | 12,34            | 8,55             | 3,66             |                  |
| Норма опадів, мм                              | 96               | 80               | 83               | 53               | 42               | 27               | 26               | 45               | 93               | 144              | 132              | 130              |                  |
| Середньомісячна швидкість вітру, м/с          | 2.29             | 2.59             | 2.42             | 2.42             | 2.30             | 2.45             | 2.54             | 2.29             | 2.07             | 1.98             | 2.00             | 2.20             |                  |
| Середньомісячна сонячна радіація, кДж/м²·день | 7148             | 9325             | 11284            | 15770            | 19939            | 22020            | 22641            | 19285            | 15897            | 11192            | 8882             | 6871             |                  |
| --------------------------------------------- | ---------------- | ---------------- | ---------------- | ---------------- | ---------------- | ---------------- | ---------------- | ---------------- | ---------------- | ---------------- | ---------------- | ---------------- | ---------------- |
| Джерело:                                      |                  |                  |                  |                  |                  |                  |                  |                  |                  |                  |                  |                  |                  |